# Nadine Labaki

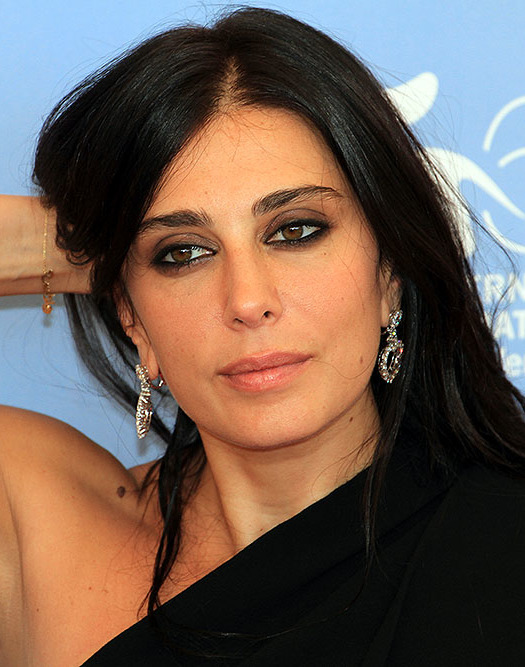
Nadine Labaki, 2012

Nadine Labaki (arabisch نادين لبكي, DMG Nādīn Labakī, * 18. Februar 1974 in Baabda, Libanon) ist eine libanesische Schauspielerin und Regisseurin.

## Leben
Nadine Labaki hat bislang in der arabischen Musikvideo-Industrie viele Filme gedreht, in denen sie zahlreiche Künstler auftreten ließ.
Im Jahre 2007 war sie Regisseurin, Co-Autorin und Schauspielerin des Films Caramel, der internationale Aufmerksamkeit erlangte und in die Kinoauswertung einiger europäischer Länder kam.
2018 erhielt Labaki für Cafarnaúm (Verweistitel: Capernaum – Stadt der Hoffnung / Capharnaüm) eine Einladung in den Wettbewerb der 71. Filmfestspiele von Cannes, wo sie mit dem Preis der Jury geehrt wurde. Im selben Jahr wurde sie in die Academy of Motion Picture Arts and Sciences berufen, die jährlich die Oscars vergibt. Cafarnaúm war bei der Oscarverleihung 2019 unter den fünf nominierten Werken für den besten fremdsprachigen Film. Der Academy Award in dieser Kategorie ging schließlich aber an das Familiendrama Roma unter der Regie von Alfonso Cuarón.
2019 wurde sie bei der 72. Auflage des Filmfestivals von Cannes als Jurypräsidentin der Sektion Un Certain Regard ausgewählt.
Im Jahr 2024 wurde Labaki beim 77. Filmfestival von Cannes als Jurymitglied des Hauptwettbewerbs ausgewählt.

## Werke

### Als Regisseurin

#### Musikvideos
- 2001: Tayr el Gharam – Pascale Machaalani
- 2001: Salemly Albak – Noura Rahal
- 2002: Shoflak Hall – Noura Rahal
- 2002: Ma Fina – Katia Harb
- 2003: Akhasmak Ah – Nancy Ajram
- 2003: Ya Salam – Nancy Ajram
- 2003: Habib Albi – Carole Samaha
- 2003: Sehr Ouyounou – Nancy Ajram
- 2004: Al-Urdun – Guy Manoukian
- 2004: Tala' Fiyi – Carole Samaha
- 2004: Ah W Noss – Nancy Ajram
- 2004: Jayi el Hakika – Star Academy
- 2005: Bahebak Mot – Yuri Mrakadi
- 2005: B'einak – Nawal Al Zoghbi
- 2005: Ya Shaghelny Beek – Nicole Saba
- 2005: Lawn Ouyounak – Nancy Ajram
- 2005: Enta Eih – Nancy Ajram
- 2006: I'tazalt El Gharam – Majida El Roumi
- 2006: Yatabtab…Wa Dalla' – Nancy Ajram

#### Filme
- 2007: Caramel  (Sukkar banat/سكر بنات)
- 2011: Wer weiß, wohin?
- 2018: Capernaum – Stadt der Hoffnung (كفرناحوم)
- 2020: Homemade (Fernsehserie, Folge: Mayroun und das Einhorn)

### Als Schauspielerin
- 2003: Ramad (Ashes)
- 2005: The Seventh Dog (Kurzfilm)
- 2005: Bosta (Autobus)
- 2007: Caramel (سكر بنات Sukkar banat)
- 2011: Wer weiß, wohin? (Et maintenant, on va où ?/وهلّأ لوين؟ w halla' la wayn)
- 2014: Mea Culpa – Im Auge des Verbrechens (Mea Culpa)
- 2018: Capernaum – Stadt der Hoffnung (کفرناحوم Capharnaüm)
- 2024: Swimming Home

## Ehrungen
- 2018: 71. Filmfestspiele von Cannes | Preis der Jury für Capernaum – Stadt der Hoffnung
- 2019: Friedenspreis des Deutschen Films – Die Brücke  | Regiepreis international für Capernaum – Stadt der Hoffnung